# Wet inkomstenbelasting BES
De Wet inkomstenbelasting BES is een Nederlandse wet die de inkomsten van natuurlijke personen in Caribisch Nederland belast.
De wet is van Nederlands-Antilliaanse oorsprong en luidde oorspronkelijk Landsverordening op de inkomstenbelasting 1943. De landsverordening is met sterke wijzigingen als Nederlandse wet op 1 januari 2011 van kracht geworden. Er bestaan plannen om de inkomstenbelasting in de toekomst te gaan heffen op grond van een wetstekst die gebaseerd zal zijn op de Wet inkomstenbelasting 2001. Hiervoor is al hoofdstuk II gereserveerd in de Belastingwet BES.

## Belastbaar feit
Volgens de Belastingwet BES is het inkomen de opbrengst van roerend kapitaal, onderneming en arbeid en rechten op periodieke uitkeringen. Als hiervan de persoonlijke lasten en de buitengewone lasten worden afgetrokken, dan blijft het zuiver inkomen over. Voorbeelden van persoonlijke lasten zijn giften aan goede doelen en de rente van een (hypothecaire) lening voor de eigen woning. Voorbeelden van buitengewone lasten zijn drukkende uitgaven voor ziekte, invaliditeit, etc. van de belastingplichtige of directe familieleden of studie- of opleidingskosten voor het beroep van de belastingplichtige of zijn echtgenoot.
Wordt het zuiver inkomen verminderd met de te verrekenen verliezen, dan spreekt men over het belastbaar inkomen. 
Het belastbaar inkomen wordt o.a. weer verminderd met de belastingvrije som, de kindertoeslag en de ouderentoeslag. De belastingvrije som geldt voor iedereen en bedraagt 11.387 dollar. De kindertoeslag bedraagt voor een kind 1460 dollar en voor twee of meer kinderen 2920 dollar. De ouderentoeslag bedraagt 1287 dollar. Het bedrag dat dan overblijft, is de belastbare som.

## Tarief
Over de belastbare som wordt 30,4% belasting geheven over de eerste 263.250 dollar. Over het restant wordt 35,4% geheven.
| Schijf | Belastbare som    | Belastingtarief |
| ------ | ----------------- | --------------- |
| 1      | $0 t/m $263.250   | 30,4%           |
| 2      | meer dan $263.250 | 35,4%           |

Persoonlijke lasten met betrekking tot een eigen woning (rente van schulden ter verkrijging, onderhoud of verbetering van de eigen woning) zijn aftrekbaar, maar slechts tegen het tarief van de eerste schijf. Dit wordt wetstechnisch als volgt vormgegeven (hier verkort weergegeven):
Indien in het belastbare inkomen persoonlijke lasten met betrekking tot een eigen woning zijn begrepen en de belastbare som:
- a. meer bedraagt dan de bovengrens van de eerste schijf, of
- b. niet meer bedraagt dan de bovengrens van de eerste schijf maar meer zou bedragen dan dat bedrag indien daarin de persoonlijke lasten met betrekking tot een eigen woning niet zouden zijn begrepen;

wordt de belasting verhoogd met het volgende:
- In geval a: 5% van de persoonlijke lasten met betrekking tot een eigen woning.
- In geval b: 5% van het bedrag waarmee de belastbare som de bovengrens van de eerste schijf te boven zou gaan indien daarin de persoonlijke lasten met betrekking tot een eigen woning niet zouden zijn begrepen.

Aanvankelijk wilde de regering een volledige vlaktaks van 30,4% invoeren, maar ze besloot toch tot het instellen van een tweede schijf van 35,4% voor een belastbaar inkomen van (destijds) 250.000 dollar of meer, met als reden om "tegemoet te komen aan de gevoelens van rechtvaardigheid die leven op de BES-eilanden."

## Heffingskorting
De uitkomst van bovengenoemde berekening, kan echter weer worden verminderd met drie heffingskortingen. Personen die premieplichtig zijn voor de algemene ouderdomsverzekering (AOV), algemene weduwen- en wezenverzekering (AWW) en/of zorgverzekering, krijgen voor de betreffende volksverzekering(en) een heffingskorting die gelijk is aan de te betalen premie. Op deze wijze blijft de gecombineerde heffingsdruk van de inkomstenbelasting en de premies volksverzekeringen voor iedereen gelijk.
Het komt er dus op neer dat het bovenstaande tarief inclusief de premies AOV, AWW en zorgverzekering is.

## Voorheffingen
Als voorheffing op de inkomstenbelasting geldt o.a. de loonbelasting als bedoeld in de Wet loonbelasting BES en de opbrengstbelasting als bedoeld in hoofdstuk V van de Belastingwet BES. De aanslaggrens bedraagt 168 dollar.